# Муратов, Владимир Дмитриевич
Владимир Дмитриевич Муратов (3 (15) июля 1847—1910) — русский военный деятель, генерал-лейтенант (1903), изобретатель и военный преподаватель; автор научных работ по военным вопросам.

## Биография
Родился в 1847 году. Образование: Александровское военное училище, Михайловское артиллерийское училище (строевое отделение; выпуск 1866 года), Михайловская артиллерийская академия (выпуск 1871). Между обучением в училище и в академии служил подпоручиком (1866) в 14-й артиллерийской бригаде, приданной пехотной дивизии того же номера. Из академии был выпущен штабс-капитаном в Кронштадтскую крепостную артиллерию.
Уже спустя год (1872) переехал из Кронштадта в Санкт-Петербург, где получил должность преподавателя артиллерии в Александровском военном училище. Проработав в училище более десяти лет, в 1883 году, в чине полковника, был назначен начальником учебного артиллерийского полигона Одесского военного округа; оставался начальником полигона до 1890 года.
Находясь в этой должности, изобрёл и сконструировал прибор для упражнений в пристрелке в помещении, который в 1884 году был удостоен Михайловской премии. В ближайшие после этого года прибор Муратова послужил прототипом для других подобных приборов, которые использовались в некоторых строевых артиллерийских частях Российской империй в ходе учений определённого типа типа («артиллерийской игры»).
В дальнейшем Муратов занимал должности председателя Постоянной комиссии по взрывчатым веществам и артиллерийским снарядам (с 1899), постоянного члена Артиллерийского комитета Главного артиллерийского управления (с 1904 года), постоянного члена Главного крепостного комитета. Генерал-майор (1893), генерал-лейтенант (1903). Являлся автором многих работ по вопросам, связанным с артиллерий, опубликованным в «Артиллерийском журнале».
Был холост, детей не имел.
Скончался Муратов в 1910 году.

## Старшие награды
- Орден Святого Станислава 1 степени (1898)
- Орден Святой Анны 1 степени (1902)
- Орден Святого Владимира 2 степени (1906)